# Боссе-Вітре
Боссе-Вітре (фр. Beaussais-Vitré) — муніципалітет у Франції, у регіоні Нова Аквітанія, департамент Де-Севр. Боссе-Вітре утворено 1-1-2013 шляхом злиття муніципалітетів Боссе i Вітре. Адміністративним центром муніципалітету є Боссе. Населення — 954 особи (01.01.2021).